# 余红仙
余红仙（1939年—2023年8月19日），中国弹词艺术家，一级演员，中国曲艺家协会原副主席。